# Cantonul Montauban-3
Cantonul Montauban-3 este un canton din arondismentul Montauban, departamentul Tarn-et-Garonne, regiunea Midi-Pyrénées, Franța.

## Comune
- Léojac
- Montauban (parțial, reședință)